# 335P/Gibbs
335P/Gibbs est une comète périodique du Système solaire, découverte le 1er décembre 2008 par Alex R. Gibbs. Elle fut au cœur d'une hypothèse, maintenant contestée, expliquant la provenance du signal « Wow! ».